# MHI-MEISTeR
MHI-MEISTeR（マイスター、Maintenance Equipment Integrated System of Telecontrol Robot）は2001年に三菱重工業の開発した原子力災害対応用の無人地上車両型のロボット。2011年に発生した福島第一原子力発電所事故の対応に使用された。
この項目ではMHI-MEISTeRと二号機であるMHI-MEISTeR IIについて記述する。

## 概要
重量は440kg、移動速度は2kh/m、4輪のクローラで移動する。有線・無線両方の遠隔操作で移動する。
1999年9月の東海村JCO臨界事故の発生を受けて日本原子力研究開発機構と三菱重工業の共同開発したロボット「Rabot」の姉妹機である遠隔目視点検用ロボットのMARSシリーズの「MARS-D」を改良して造られた。ロボット内部の放射性物質による汚染防止対策や遠隔操縦性が高められている。従来の災害対応ロボットはカメラなどを用いた点検・監視が主な役割であったのに対し、本機は除染作業やコンクリートのサンプリング作業を行うことが可能。搭載された2本のロボットアームに本機のために開発された専用のドリルやハンド(挟み爪)などを取り付けることでサンプルを遠隔操作で採取することが可能になった。
2011年3月に東日本大震災とこれに伴う福島第一原子力発電所事故が発生。2012年12月に経済産業省の平成24年度補助事業として開発を公式に発表し、後に福島第二原子力発電所で遠隔操作性を検証。福島第一原子力発電所には事故発生から約3年が経過した2014年1月末から1号機と3号機に投入。除染作業の実証試験とコンクリートコアサンプリング作業を実施したことを発表。世界初の完全遠隔操作でのコンクリートコアサンプリング成功となった。

## MHI-MEISTeR II
MHI-MEISTeRを改良した二号機「MHI-MEISTeR II」が2015年に開発され、福島第一原発2号機に投入された。開発の一部は、資源エネルギー庁からの委託事業として国際廃炉研究開発機構（IRID）から受託し、その組合員である三菱重工業が実施した補助金事業により行われた。